# (37686) 1995 OR3
1995 OR3 (asteroide 37686) é um asteroide da cintura principal. Possui uma excentricidade de 0.12974630 e uma inclinação de 14.98549º.
Este asteroide foi descoberto no dia 22 de julho de 1995 por Spacewatch em Kitt Peak.